# Chapelle-aux-Naux
Chapelle-aux-Naux é uma comuna francesa na região administrativa do Centro, no departamento Indre-et-Loire. Estende-se por uma área de 5,26 km². Em 2010 a comuna tinha 580 habitantes (densidade: 110,3 hab./km²).